# Nizam al-Mulk
Abu Ali Hasan ibn Ali ibn Ishaq al-Tusi (n. 10 aprilie 1018, Tus, Provincia Khorasan, Iran – d. 14 octombrie 1092, Sahneh, Kermanshah, Iran), cunoscut sub numele onorific de Nizam al-Mulk ( "Ordinul ținutului" în limba persană), a fost un vizir de origine persană în serviciul a doi sultani ai imperiului Selgiuc (1063-1092).  Nizam al-Mulk este autorul Seyasat Nameh (Cartea Guvernării), un tratat despre arta guvernării imperiilor, administrație și o critică adusă adepților Islamului șiit.

## Prima parte a vieții
Născut în 1018/20  în Tus, Korasan, Nizam al-Mulk a fost fiul unui oficial persan aflat în serviciul dinastiei turcice Ghaznavide care a condus Korasanul, Afghanistanul si nordul Indiei din 977 până în 1186.  În 1040 Abu Ali Hasan și tatăl său părăsesc Tus pentru Ghazna, capitala imperiului Ghaznavid.  Vreme de trei ani, până la întoarcerea în Korasan, Abu Ali Hasan a lucrat ca funcționar pentru curtea Ghaznavidă.

## În serviciul Imperiului Selgiuc
În a doua jumătate a secolului al XI-lea, „nu doar istora Bagdadului, ci cea a întregii lumi islamice a fost dominată de figura lui Niẓām al-Mulk”. Peakok notează în lucrarea sa, dedicată selgiucizilor, ideea conform căreia:
Această transformare percepută a selgiucizilor dintr-o forță barbară de războinici în arhitecții unui imperiu civilizat este adesea asociată cu marele vizir a lui Malik-Șah I, Nizam al-Mulk. După cum a afirmat un contemporan, „el a fost cel care a construit statul selgiucid”, prin introducerea normelor de guvernare persano-islamice. Totuși, o sursă diferită, remarcă despre Tughril, că el a fost „primul dintre regii selgiucizi și cel care a construit statul lor”. Ambele caracterizări au o măsură de adevăr. Poate că nu este surprinzător faptul că contemporanii au fost confuzi. Prăbușirea bruscă a imperiilor existente în Asia de Vest, de la mijlocul până la sfârșitul secolului al XI-lea ... înaintea selgiucizilor nu este ușor de explicat astăzi, și aparenta rapiditate a transformării de la armată la imperiu este la fel de năucitoare ca amploarea rapidității cuceririlor. 
Atât administrația lui Alp Arslān, cât și cea a lui Malikšāh s-a aflat în mâinile acestui „vizir remarcabil în întreaga istorie politică a islamului”. Deși, în mod clar, cei doi sultani au fost comandanți militari talentați și șefi de stat înzestrați, influența lui Niẓām al-Mulk asupra monarhilor a fost atât de mare, încât a putut fi considerat efectiv un co-conducător al lui Alp Arslān și Malikšāh, datorită rolului semnificativ jucat în afacerile țării. Conform lui ibn-Ḫallikān „’în cei douăzeci de ani de domnie ai lui Malikšāh, întreaga putere s-a aflat în mâinile lui Niẓām al-Mulk, sultanul neavând altceva de făcut decât să stea pe tron sau să meargă la vânătoare’”.
Demn de menționat este faptul că, Niẓām al-Mulk a fost înzestrat în a sa funcție, într-un moment în care ordinea tărâmului fusese slăbită, pământurile distruse, iar populația împovărată de o sărăcie cumplită, însă vizirul de sorginte persană a pus lucrurile în ordine, inovând constant pentru a face provinciile să înflorească. Obiceiul de până atunci era ca taxele să fie colectate în urma muncii solului și cheltuite în folosul armatei, căci anterior nimeni nu era în posesia unei proprietăți feudale (în arabă: iqṭā‘), dar Niẓām al-Mulk a realizat faptul că impozitele nu erau colectate de pe teren, din cauza stării sale proaste și nici veniturile nu erau realizate din același motiv. El a distribuit și a acordat al-iqṭā‘ soldaților, oferindu-le acestora o sursă de venit și statului, încasări aferente. Astfel, a garantat pământurilor un stimulent pentru a le face să prospere și în cel mai scurt timp au revenit la a fi în cea mai roditoare formă a lor.
Niẓām al-Mulk a condus masele cu prudență și le-a aranjat treburile cu a lui politică, iar cu stiloul său a împărțit regatul, ce fuseseră câștigat prin tăișul sabiei. A investigat, de asemenea, donațiile și lucrările publice, stabilind oameni de încredere în poziții de conducere. Este bine cunoscut faptul că, atunci când Malikšāh a tratat cu neglijență câteva dintre recomandările cheie ale vizirului, în privința administrării rânduielilor, soarta Imperiului Selgiuc a fost periclitată, din motiv că sultanul a respins cu vehemență să încadreze în serviciul armatei sale un număr mai mare de soldați, nu a fost de acord cu alcătuirea unui serviciu special pentru strângerea informațiilor și nici nu a organizat un departament de protecție al statului, toate aceste refuzuri contribuind la fundamentul pentru care Imperiul Selgiuc a slăbit și a intrat într-un declin în secolul al XII-lea.
 

Pe lângă realizările pe plan politic, Niẓām al-Mulk s-a remarcat și pe planul religios, fiind recunoscut drept „arhitectul renașterii sunnite”, renaștere pe care a inițiat-o ca reacție împotriva provocărilor șiite și al cărui mesaj ecumenic a fost transmis, în mod special, prin învățătura din cadrul madraselor. Acesta a transformat „noul sunnism în politică” și l-a integrat „în structura efectivă a guvernării selgiuce, căci înțelesese ideea că „în epoca post-califat, guvernul și religia trebuiau să se asocieze”. Ortodoxia lui moderată a fost acceptată „mai mult sau mai puțin, de toți musulmanii” și a reprezentat „o trinitate teologică formată din șafeism – ca școală de drept, asharism – ca teologie dogmatică și sufism – ca tradiție mistică. Azzam mai nota că:
...politicile acestuia erau motivate de obsesia restabilirii unui puternic stat centralizat islamic, bazat, în principal, pe moralitate. Deși nu a reușit să materializeze această viziune, căci forțele, ce doreau fărâmițarea, avansaseră peste măsură, a întreprins câteva încercări de organizare social-politică, unele dintre ele reușind în moduri neașteptate, chiar dacă au fost necesare două secole pentru a fi aplicate”. 
Un alt aspect important în strânsă legătură cu marele erudit persan este influența pe care o exercita asupra lui Malikšāh și care spre sfârșitul vieții lui, s-a diminuat considerabil. Încă din jurul anului 1080, sultanul selgiucid părea să fi început să se întoarcă împotriva lui Niẓām al-Mulk, ca reacție împotriva influenței și autorității pe care el le poseda, însă acesta s-a simțit insuficient de puternic încât să-l îndepărteze și singurele lucruri care au împiedicat înlocuirea lui au fost dragostea și admirația armatei. Adversarii lui Niẓām al-Mulk, printre care, Tāğ al-Mulk, au încercat de nenumărate ori să îi compromită statutul în ochii suveranului, făcând aluzie, în principal, la puterea colosală consolidată în mâinile sale. În realitate, era incontestabil că vizirul a luat multe decizii importante de unul singur, dar ele s-a bizuit întotdeauna pe evaluarea sa corectă asupra nevoilor statului. Chiar și așa, impulsionat fiind de rivalii persanului, Malikšāh îi trimite o scrisoare unde îl acuza spunând:
Mi-ai luat domeniile, țara. Mi-ai împărțit țara printre fiii, cumnații și mamelucii tăi; pe pământurile mele și în împărăția mea, te comporți ca co-conducătorul meu! Se pare că ar trebui să-ți iau stiloul și să eliberez poporul de a ta trădare.
Încrezător în propria sa autoritate, cât și în faptul că toate acțiunile sale s-au bazat pe interesul absolut al țării și, în special, pe cel al sultanului, Niẓām al-Mulk i-a răspuns imediat cu următoarele rânduri: „Stiloul meu și coroana ta – sunt două obiecte strâns legate între ele. Când mi-l iei pe primul de lângă mine – al doilea va cădea de pe al tău cap”, subliniind astfel că, adevărul conform căruia puterea sa era similară cu cea a cârmuitorului, iar frâiele imperiului se aflau, de fapt, în brațele sale. 
 Abia la finalul domniei sale, Malikšāh a îndrăznit să acționeze direct împotriva lui Niẓām al-Mulk, promovându-l pe rivalul său, birocratul Tāğ al-Mulk în locul lui. Unele surse chiar îl acuză pe sultan că a avut o mână în asasinarea vizirului.

## Seyasat Nameh(„Cartea guvernării”)
La solicitarea sultanului Malik Shah, Nizam al-Mulk a scris cea mai importantă dintre lucrările sale, Seyasat Nameh (Cartea Guvernării), un tratat despre arta guvernării imperiilor, administrație și o critică adusă adepților Islamului șiit. Lucrarea, redactată în jurul anilor 1091-1092 punctează diferitele neajunsuri ale statului, oferind recomandări pentru eliminarea acestora și frunizând o analiză a structurilor guvernamentale din alte țări, dar și a condițiilor actuale din teritoriile selgiucide.
În redactarea ei, Niẓām al-Mulk nu a făcut referire la niciun nume, nici nu s-a incriminat, dar a menționat în termeni generali, cine erau inamicii statului – întâmplător și el -, sculptând astfel, căile pe care un monarh ar trebui să le urmeze pentru a-și menține supușii mulțumiți. Din păcate, reformele vizirului nu vor niciodată implementate, pentru că sultanul moare la o lună distanță de el, după care imperiul de destramă în bucăți. Ceea ce supraviețuiește, este cartea lui, tradusă în limbaj simplu și care într-un mod admirabil reproduce stilul original persan.
Seyasat Nameh, alături de Qabus Nameh, au fost considerate secole de-a rândul ca modele de guvernare influențând chiar și lucrarea lui Machiavelli, Principele.

## Nizamiyyah
Nizam al-Mulk a fost un devotat promotor al Islamului sunit și un critic înverșunat al șiismului. 11 capitole din celebra sa lucrare Seyasat Nameh (Cartea Guvernării) sunt dedicate criticii aduse Islamului șiit. Din dorința de a combate propaganda șiită, Nizam al-Mulk a fondat școli de teologie islamică sunită în Bagdad, Basra, Mosul, Herat, Isfahan și Nishapur, școli care aveau sa-i poarte numele fiind denumite Nizamiyyah. Cea mai importantă dintre acestea a fost Nizamiyyah Madrasa din Bagdad, construită în 1067, unde celebrul teolog al-Ghazali a fost profesor.  Al-Ghazali, aflat sub patronajul lui Nizam al-Mulk, i-a datorat vizirului persan o bună parte a ascensiunii sale.  Nizamiyyah din Bagdad avea să supraviețuiască invaziei mongole conduse de Hulagu Khan în 1258, fiind unificată cu madrasa al-Mustansinyah după capturarea orașului de către Timur Lenk în 1393.

## Calendarul Jalali
În anul 1074/5, la inițiativa lui Nizam al-Mulk, sultanul Malik Shah a ordonat unui grup de astronomi condus de Omar Khayyam (aflat și el la fel ca al-Ghazali sub patronajul vizirului persan), să reformeze calendarul persan. Procesul reformării calendarului a avut loc la observatorul astronomic din Isfahan. Rezultatul a fost calendarul Jalali, care poartă numele sultanului Jalal Malik Shah.

## Asasinarea
Asasinii, o nouă organizație religioasă, șiită, ismailită, extremistă,care s-a dezvoltat rapid și a căpătat popularitate în perioada fiului lui Alp Arslān, își propuseseră să „îl elibereze pe inițiat din hățișurile doctrinei, să îi explice că profeții nu sunt necesari, să îl îndemne să nu creadă în nimic și să nu se teamă de nimic” având scopul de a lichida pe oricine le stătea în cale. Ca rezultat al crimelor feroce comise la rând, împotriva emirilor și comandanților militari, Niẓām al-Mulk i-a condamnat pe aceștia drept inamici ai statului, precizând că „De îndată ce apar, nu este nimic mai sacru pentru stat decât să-i elimine de pe fața pământului, pentru a curăța statul de ei”. În ciuda deciziei prin care Malikšāh a trimis unități în diferite provincii cu ordine directe de exterminare a asasinilor, al-Ḥasan ibn-al-Ṣabbāh a răspuns acestei operațiuni prin comandarea asasinatului lui Niẓām al-Mulk. 

La 14 octombrie 1092 (12 Ramadan 485) în timpul călătoriei de la Isfahan la Baghdad, un asasin ismailit, Abū Ṭāhir al-Ṣāʼiġ, deghizat în sufit, (în arabă: fidāʼi), a efectuat atacul, înjunghiindu-l pe marele vizir cu un pumnal, cât și pe alți doi dintre oficialii săi. Vizirul persan este considerat prima victimă a asasinatelor comise de secta hashașinilor. Moartea vestitului Niẓām al-Mulk, a constituit o lovitură grea pentru imperiu și a grăbit dispariția acestuia. Hitti chiar a punctat, făcând aluzie la el, că:
Pentru o perioadă scurtă, dar strălucită, cei trei sultani unificaseră marile teritorii care constituiseră cândva statul islamic. Dar măreția Bagdadului și a islamului, datorată lor, a fost efemeră. După moartea lui Melikșah, autoritatea centrală a selgiucizilor este distrusă de luptele dintre fiii săi și de tulburările determinate de acestea. Imperiul selgiucid, edificat pe baze tribale de un popor cu mentalitate și formă de organizare nomadă nu a putut exista decât datorită unei personalități puternice [Niẓām al-Mulk].

## Legături externe
- en The story behind the assassination
- en Gokmen Durmus Arhivat în 13 noiembrie 2013, la Archive.is — Upenn Master's Thesis on Turkish Wisdom
- en More Photos, Tishineh